# Veneto Valpolicella
Veneto Valpolicella, Veneto Euganei e Berici, Veneto del Grappa (DOP) è un olio di oliva a Denominazione di origine protetta.